# Troféu Givanildo Oliveira
O Troféu Givanildo Oliveira foi um torneio amistoso da FPF criado em 2016, ano do centenário do Clássico das Multidões (Sport Recife x Santa Cruz), cujo nome foi dado em  homenagem ao técnico Givanildo Oliveira, profissional de passagens e títulos pelos dois clubes.  

## Formato
O clube campeão é o que somar mais pontos pelos clássicos realizados na temporada, considerando as competições oficiais, sendo um torneio à parte.

## Confrontos
O Sport venceu três vezes contra duas do Santa Cruz, além de três empates, logrando o título. O vencedor marcou 9 gols e sofreu 7.

### Pelo Estadual
- Sport 2 x 1 Santa Cruz
- Santa Cruz 1 x 1 Sport
- Santa Cruz 1 x 0 Sport (ida da Final)
- Sport 0 x 0 Santa Cruz (volta da Final)

### Pela Copa Sul-Americana
- Santa Cruz 0 x 0 Sport
- Sport 0 x 1 Santa Cruz

### Pela Série A do Brasileiro
- Santa Cruz 0 x 1 Sport
- Sport 5 x 3 Santa Cruz

## Campeão
| Troféu Givanildo Oliveira |
| Recife                    |
| ------------------------- |
| Sport Campeão             |